# إريك مونتيس
إريك مونتيس (بالإسبانية: Èric Montes) هو لاعب كرة قدم إسباني في مركز الدفاع، ولد في 17 أبريل 1998 في مانريسا في إسبانيا. لعب مع CF Peralada ‏.

## وصلات خارجية
- إريك مونتيس على موقع قاعدة بيانات كرة القدم.إي يو (الإنجليزية)
- إريك مونتيس على موقع Soccerway.com (الإنجليزية)